# Hr.Ms. De Ruyter (1902)
Hr. Ms. De Ruyter was een Nederlands pantserschip van de Koningin Regentesklasse, gebouwd door de Maatschappij voor Scheeps- en Werktuigbouw Fijenoord in Rotterdam.

## Specificaties
De bewapening van het schip bestond uit twee enkele 240 mm kanonnen, vier enkele 150 mm kanonnen, acht enkele 75 mm kanonnen en drie 450 mm torpedobuisen. Het pantser langs de zij van de romp was 150 mm dik en het pantser rond de geschuttorens 250 mm dik. Het schip was 96,622 meter lang, 15,189 meter breed en had een diepgang van 5,817 meter. De waterverplaatsing bedroeg 5002 ton. De motoren van het schip leverden 6500 pk waarmee een snelheid van 16,5 knopen gehaald kon worden. Het schip werd bemand door 340 man.

## Dienst historie
Het schip werd op 28 september 1901 te water gelaten op de werf van de Maatschappij voor Scheeps- en Werktuigbouw Fijenoord te Rotterdam. Op 29 oktober 1902 werd de De Ruyter in dienst genomen.
Op 24 juni 1905 loopt de Hertog Hendrik vast op het koraal nabij Matjidosteen wanneer het op weg is naar de Golf van Boni. De Zeeland onderneemt verschillende pogingen om het schip vlot te trekken maar dit lukt niet. Hierbij breken de bolders van de Zeeland af. Het schip kan pas los getrokken worden als de Japara van de Koninklijke Paketvaart Maatschappij arriveert met sleepmateriaal. Als de kolen, voorraden en munitie overgeladen zijn kunnen de Japara en het tevens gearriveerde de De Ruyter het schip los trekken.
Later dat jaar op 11 september neemt het schip samen met de Hertog Hendrik en andere marine schepen deel aan een expeditie naar Zuid-Celebes tegen de vorst van Loewoe. Een infanteriebataljon en een marinelandingsdivisies afkomstig van aanwezig marineschepen landen te Palope. De eenheden nemen dezelfde dag het paleis nog in.
In 1906 neemt het schip deel aan een expeditie naar Bali waar het op 16 en 17 september samen met Zeeland en haar zusterschip Koningin Regentes Denpasar bombardeert. Waarna grondtroepen de plaats innemen en het gewapend verzet breken.
Op 15 december 1908 vertrok het schip vanuit Den Helder naar Curaçao ter versterking van het Nederlandse eskader voor de Venezolaanse kust, dat daar aanwezig was vanwege opgelopen politieke spanningen. Tot dan toe vormden de Friesland, Jacob van Heemskerck en Gelderland het eskader.
Op 10 augustus 1909 vertrekt het schip samen met Koningin Regentes en Maarten Harpertszoon Tromp vanuit Batavia voor een tocht naar de Filipijnen, Hongkong, China en Japan om de vlag te tonen.
De Ruyter en haar zusterschepen Koningin Regentes en Hr. Ms. Hertog Hendrik vertrekken vanuit Soerabaja voor vlagvertoon naar Australië op 15 augustus 1910. Op 19 oktober is men weer terug in Soerabaja. Tijdens de reis deden de schepen o.a. de havens van Brisbane, Melbourne, Sydney en Fremantle aan.
In 1923 werd ze uit dienst genomen.